# Nazionale maschile di beach soccer della Romania
La nazionale di beach soccer della Romania rappresenta la Romania nelle competizioni internazionali di beach soccer.

## Rosa
| N. |                    | Ruolo | Calciatore                        |
| -- | ------------------ | ----- | --------------------------------- |
| 1  | Romania (bandiera) | P     | Iulian Gândac                     |
| 2  | Romania (bandiera) | D     | Iulian Răvoiu                     |
| 3  | Romania (bandiera) | D     | Adrian Tănase                     |
| 4  | Romania (bandiera) | D     | Ionel Posteucă-Pulhac             |
| 6  | Romania (bandiera) | D     | Liviu Croitoru                    |
| 7  | Romania (bandiera) | C     | Raj Cărăuleanu                    |
| 10 | Romania (bandiera) | A     | Marian Posteucă-Pulhac (capitano) |

| N. |                    | Ruolo | Calciatore      |
| -- | ------------------ | ----- | --------------- |
| 11 | Romania (bandiera) | A     | Lucian Chirilă  |
| 12 | Romania (bandiera) | P     | Laurenţiu Marin |
| 14 | Romania (bandiera) | A     | Maci            |
| 19 | Romania (bandiera) | C     | Cristian Crecan |
|    | Romania (bandiera) | D     | Emil Răducu     |
|    | Romania (bandiera) | D     | Ionuț Florea    |